# Bia Tyskie
Tyskie (tiếng Ba Lan: [ˈtɨskʲɛ]) là một nhãn hàng Bia (thức uống) của Ba Lan. Tên gọi của loại bia này xuất phát từ Nhà máy bia ở thị trấn Tychy thuộc Upper Silesia. Được sản xuất bởi Tychy Princely Brewery (tiếng Ba Lan: Tyskie Browary Książęce), thuộc tập đoàn nhà máy bia Kompania Piwowarska đã được Asahi Group Holdings mua lại vào năm 2017.

## Các loại bia
Nhãn hàng chính là Tyskie Gronie (pale lager).

## Lịch sử
Nhà máy bia là một trong những nhà máy lâu đời nhất Châu Âu và Tychy cũng là nơi chứng kiến nhiều biên giới lịch sử Phân chia Ba Lan. Bia liên tục được sản xuất ở Tychy trong gần 400 năm qua. Từ năm 1629, sau này được biết đến với tên gọi Đức là "Fürstliche Brauerei Tichau" (Nhà máy Bia Tychy), nhà máy bia này thuộc quyền sở hữu của quý tộc Đức Nhà Promnitz. Từ năm 1861, nhà máy bia được gọi tên là "Fürstliche Brauerei in Tichau" (Nhà máy Bia Tychy) và thuộc quyền quản lý của Hans von Hochberg của một hoàng tử Đức (tiếng Đức Fürsten) Nhà Pless. Giai đoạn giữa 1918 và 1939, nhà máy bia được sát nhập với các công ty cạnh tranh lân cận, thuộc quyền quản lý tạm thời nhưng không liên tục của nhà nước Ba Lan từ năm 1934 do các khoản thuế chưa nộp. Trong Chiến tranh thế giới thứ hai, nhà máy bia bị đặt dưới quyền quản lý của chính quyền chiếm đóng.

## Các loại bia được sản xuất
Ban đầu, nhà máy bia sản xuất ba loại bia: bia xuất đi nơi khác, lên men và dùng tại chỗ. Dự định chỉ bán loại bia chất lượng cao, hai loại còn lại chủ yếu cho công nhân của nhà máy và gia đình họ được uống. Đầu thế kỷ 19, nhà máy bia chỉ sản xuất hai loại đồ uống là bia và mạch nha Bavaria, cả hai đều là loại lên men từ trên xuống. Mạch nha Bavaria với một thành phần cổ điển, màu bão hòa là màu nâu, vị ngọt và ít hoa bia. Loại được yêu thích là loại niskoekstraktowe tối, nhẹ và chỉ dùng cho dùng ngay lập tức. Sau khi mở rộng nhà máy bia ở thế kỷ 19 và trình làng loại bia lên men chìm, bia Tyskie lager - một loại gần giống với bia Bavaria bắt đầu được sản xuất. Những chai đầu tiên là loại bia nhẹ và được bán có nhãn hiệu Książęce. Trong giai đoạn giữa hai cuộc chiến, các nhãn hàng phổ biến từ Tyskie là loại Książęce Tyskie Pilsen (Princely Tychy Pilsner), Książęce Tyskie Export, Książęce Tyskie Beer chính thức và Tyskie Porter.

## Xuất khẩu
Tyskie là một trong những nhãn hàng bia số một Ba Lan, chiếm khoảng 18% thị phần trên thị trường. Đồng thời Tyskie cũng có một thị phần phân phối xuất khẩu mạnh nhờ vào công ty mẹ. Nhãn hàng xuất khẩu chính là Tyskie Gronie, một loại bia pale lager có nồng độ 5.0%  Tyskie Gronie là loại 5.2% ABV (độ cồn) được Tychy Brewery sản xuất.

## Marketing
Chai bia Tyskie được biết đến với bao bì màu trắng đặc biệt của chúng. Nhãn chai có hình vương miện hoàng gia để tưởng nhớ vua Ba Lan Jan III Sobieski sinh năm 1629, là năm mà già đình von Promnitz lập nên nhà máy bia ở thị trấn Tychy.

## Du lịch
Năm 2004, Bảo tàng sản xuất bia Tyskie được thành lập tại địa điểm của nhà máy bia ở Tychy. Bảo tàng sản xuất bia Tyskie như một "điểm neo" quan trọng của Tuyến đường di sản công nghiệp châu Âu ở Ba Lan.

## Vinh dự
Năm 2002, Tyskie Gronie đã chiến thắng The Brewing Industry International Awards (tạm dịch: Giải thưởng Quốc tế Ngành công nghiệp sản xuất bia), nhận được hai giải thưởng danh giá nhất là Huy chương Vàng và Grand Prix.
Năm 2005 tại Munich, Tyskie một lần nữa nhận giải Grand Prix tại hội chợ bia toàn cầu do Drink Tec tổ chức.
Năm 2011, Tyskie nhận Huy chương Vàng của Monde Selection – Viện Quốc tế về Lựa chọn Chất lượng.